# مونرو جي. مكاي
مونرو جي. مكاي (بالإنجليزية: Monroe G. McKay)‏ هو قاضي أمريكي، ولد في 30 مايو 1928 في هانتسفيل في الولايات المتحدة.

## وصلات خارجية
- مونرو جي. مكاي على موقع إن إن دي بي (الإنجليزية)